# Studzionki (Ochotnica Górna)
Studzionki – część wsi Ochotnica Górna w Polsce, w województwie małopolskim, w powiecie nowotarskim, w gminie Ochotnica Dolna. W latach 2004–2006 Studzianki. Znajduje się na polanie, która na mapie Geoportalu ma nazwę Dzidowa.
Studzionki położone są na wysokości 840–920 m n.p.m. w Paśmie Lubania w Gorcach. Dojazd drogą asfaltową z centrum Ochotnicy Górnej (droga bardzo stroma, długość 1800 m, różnica wysokości 260 m, średnie nachylenie prawie 15%). Najbliższy przystanek PKS w Ochotnicy Górnej-Ustrzyku.
W dolnej części osiedla, na wysokości 869 m znajduje się źródło i wypływa z niego Potok Ciepielowski. Gwarowo źródło określa się w tych okolicach jako studzionka i od tego określenia pochodzi nazwa przysiółka. Studzionki znajdują się na wielkiej polanie na grzbiecie Pasma Lubania. Otwiera się stąd ciekawy widok na Tatry, Pieniny Spiskie i Podhale. Można podziwiać także masyw Gorca oraz szczyty Beskidu Wyspowego.
Ogółem na Studzionkach znajduje się 11 domów, w większości drewnianych i utrzymanych w lokalnym gorczańskim stylu. Cztery z nich to gospodarstwa zamieszkane przez wielopokoleniowe rodziny gorczańskich górali, na resztę składają się zaś domy letniskowe oraz dom mieszczący prywatne muzeum etnograficzne. W budowie znajdują się dwa następne, nie nawiązujące już do tradycyjnej architektury gorczańskiej. Rodowici mieszkańcy przysiółka noszą charakterystyczne, regionalne nazwiska: Chrobak, Kapłaniak, Król i Plewa, a utrzymują się z turystyki oraz rzemiosła.
Na Studzionkach znajduje się prywatny skansen etnograficzny, w skład którego wchodzi dom-muzeum, drewniana góralska kaplica oraz kuźnia. Dom, utrzymany w stylu lat 20. XX wieku, zawiera kolekcję góralskich przedmiotów codziennego użytku, pochodzących w znacznej mierze z terenu Ochotnicy Górnej. Kaplica nawiązuje do gotyckich kościołów pradoliny Dunajca a część jej wyposażenia pochodzi ze starego, rozebranego w 2003 roku, starego kościoła w Ochotnicy Górnej. Z kolei przeniesiona w 2008 roku z Ochotnicy Górnej – Jaszczego kuźnia zachowała pełne, oryginalne wyposażenie kowalskie. Skansen można zwiedzać za zgodą właścicieli.
Na Studzionkach kilka gospodarstw oferuje noclegi, również dla wycieczek szkolnych i grup zorganizowanych. W czasie II wojny światowej miał tutaj jedną ze swych kwater oddział partyzancki kapitana Juliana Zapały ps. „Lampart”, później włączony do 1 PSP Armii Krajowej. Kwatera mieściła się w gospodarstwie państwa Plewów, obecnie nieistniejącego (spłonęło w latach 90. XX wieku po uderzeniu pioruna kulistego).

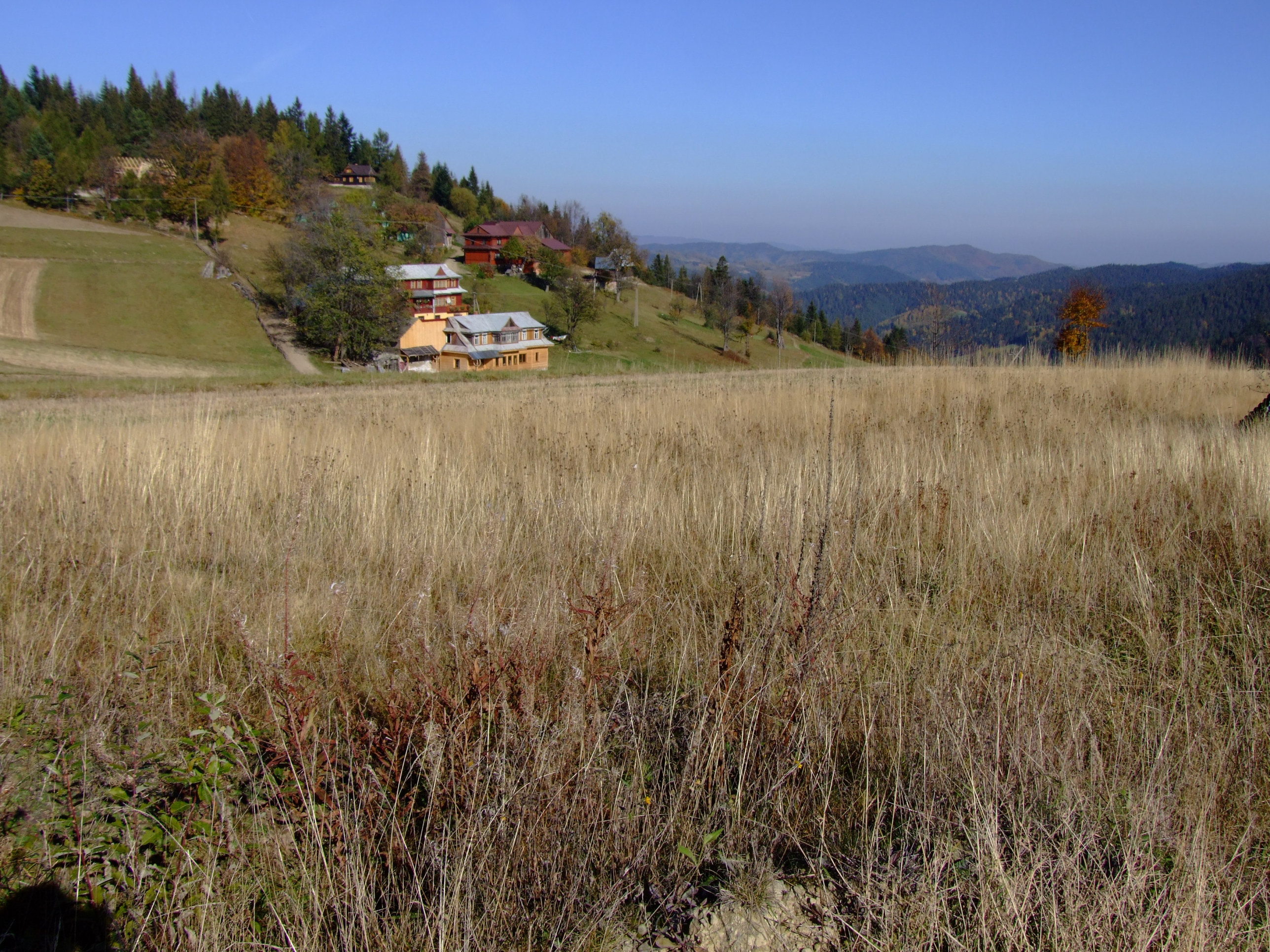
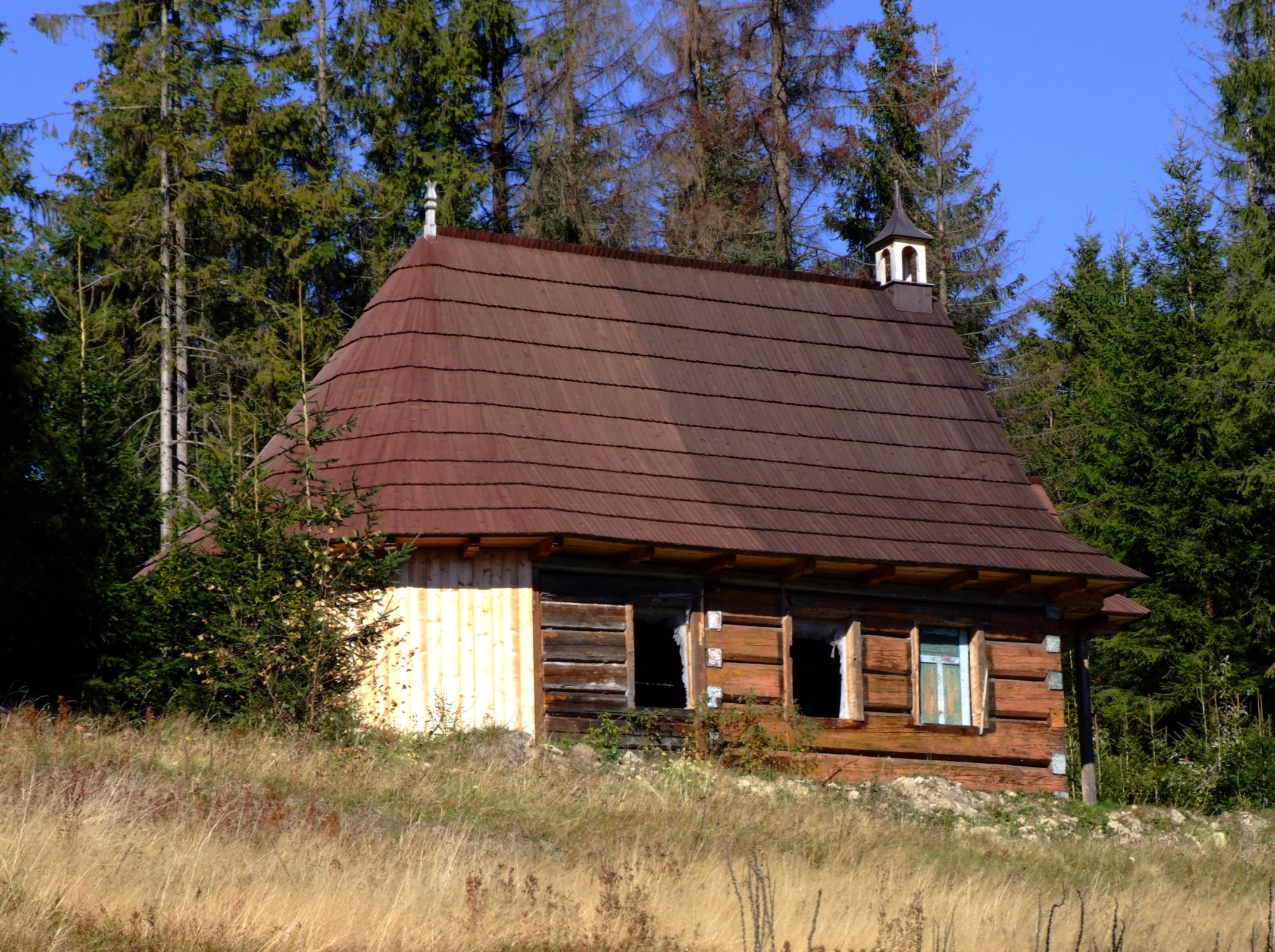

## Szlaki turystyki pieszej
Główny Szlak Beskidzki, odcinek: Knurowska Przełęcz – Turkówka – Turkowska – Bukowinka – Chałupisko – Cyrla – Studzionki – Kotelnica – Runek (Hubieński) – Runek – Polana Wybrańska – Kudowski Wierch – Kudów – Jaworzyny Ochotnickie – Lubań – Wierch Lubania. Odległość 13,7 km, suma podejść 750 m, suma zejść 430 m, czas przejścia: 4 godz., z powrotem 3:05 godz.
- Czas przejścia z Przełęczy Knurowskiej do Studzionek 50 min, ↓ 40 min
- Czas przejścia ze Studzionek na Lubań 3 h, ↓ 2:25 godz.